# Dorota Chróścielewska
Dorota Chróścielewska, właśc. Dorota Chróścielewska-Kuźniak (ur. 23 stycznia 1948 w Łodzi, zm. 6 listopada 1996 tamże) – polska poetka, prozaiczka, autorka literackich opracowań, recenzji, artykułów krytycznych.

## Życiorys
Córka pisarza Tadeusza Chróścielewskiego i pisarki Honoraty Chróścielewskiej oraz siostra Wojciecha Chróścielewskiego.
Ukończyła filologię polską na Uniwersytecie Łódzkim, pracowała jako nauczycielka języka polskiego oraz jako pracownik naukowy Uniwersytetu Łódzkiego. Laureatka wyróżnienia na Ogólnopolskim Konkursie Poetyckim o Laur Czerwonej Róży w 1972.

## Życie prywatne
Jej mężem był Mirosław Kuźniak (1946–2006) – poeta, prozaik, wydawca, redaktor działu literackiego Polskiego Radia w Łodzi. Debiut poetycki na łamach „Odgłosów” (1965); opublikował tomiki wierszy: Portrety (1967), Sentymenty (1970), Biała podróż (1978), Świat bez przerwy (1986), Motyle drwią z nas (2005) oraz prozę: Rodowody (1979), Śmierć w pięknym samochodzie (1981), Widok z Ultima Thule (1983), Telefon od losu (1985).
Wspólnie napisali Bajki mistrza Gadułki (1983, ISBN 83-03-00090-X).
Pochowana na Cmentarzu na Radogoszczu w Łodzi.

## Twórczość

### Poezja
- Epitalamia (1968)
- Poetret dziewczyny z różą (1972)
- Zamykam oczy: czerń (1976)
- A moja ręka jest od róży (1981)
- Górą, doliną (1983)
- Noc polarna (1987)
- Morze martwe (1992)
- Nie zostawiajcie mnie samej (1997)

### Proza
- Ci wielcy artyści mojego pokolenia (1982)
- Wino o smaku niezapomnianym (1986)
- Bajki mistrza Gadułki (1983, wspólnie z Mirosławem Kuźniakiem, ISBN 83-03-00090-X)